# André Gunder Frank
André Gunder Frank (24. února 1929, Berlín – 13. dubna 2005, Lucemburk) byl německo-americký sociolog, ekonom a historik.
Zaměřoval se především na ekonomické dějiny. Nejvíce proslul svým příspěvkem k teorii závislosti, analyzoval především periferní situaci jihoamerických států ve světovém systému (sám působil v Chile za vlády Salvadora Allendeho). Byl ovlivněn marxismem, odmítal však marxistickou koncepci dějin. Byl žákem Miltona Friedmana, ale stal se kritikem jeho díla. Jeho práce ovlivnily například Immanuela Wallersteina.